# Földi Imre
Földi Imre (Kecskemét, 1938. május 8. – Tatabánya, 2017. április 23.) a Nemzet Sportolója címmel kitüntetett olimpiai bajnok súlyemelő, edző, Földi Csilla Európa-bajnok súlyemelőnő apja.

## Sportpályafutása
Tatabányán a bányánál lett lakatos. 1955-től 1978-ig a Tatabányai Bányász súlyemelője volt ezalatt 1959-től 1977-ig szerepelt a magyar válogatottban. Első nemzetközi versenye 1959-ben Varsóban volt, ahol bronzéremmel mutatkozott be a világnak. Pályafutása során Légsúlyban (56 kg) – nagyobb sikereit itt érte el- és pehelysúlyban (60 kg) versenyzett . Nyomás gyakorlatával a világ legjobb versenyzője volt. Öt olimpián, 10 világbajnokságon és 13 Európa-bajnokságon szerepelt. 35-ször javított világcsúcsot. Súlycsoportjában a nyomás örökös világrekordere, mivel 1972-ben ő nevéhez tartozott a csúcsbeállítás. 13-szoros magyar bajnok. A sportág egyik legeredményesebb magyar képviselője, rajta kívül nincs még olyan versenyző, aki tizennyolc éven keresztül a világ élvonalához tartozott. Pályafutása alatt húsz alkalommal állított fel világcsúcsot és ötven alkalommal magyar csúcsot.
Ismerve eredményességét, küzdeni akarását a versenyek előtt mindenütt az esélyeseknek járó hatalmas ünneplésben részesítették. Állandóan fogyasztania kellett, ezért több alkalommal testsúlyával került a dobogón hátrább.
Öt olimpiai részvételével is világcsúcstartó, minden alkalommal pontszerző helyen végzett.
Súlyemelésben, légsúlyban, Olaszországban a XVII., az 1960. évi nyári olimpiai játékokon 6. helyezésével pontszerző. Japánban a XVIII., az 1964. évi nyári olimpiai játékok ezüstérmes. Mexikóban a XIX., nagy magasságú, az 1968. évi nyári olimpiai játékokon ezüstérmes lett. Német Szövetségi Köztársaságban a XX., az 1972. évi nyári olimpiai játékokon világcsúccsal nyert olimpiai bajnoki címet. Kanadában, Montreálban, az 1976. évi nyári olimpiai játékokon 5. pontszerző helyen végzett.
Az aktív sportolást 1977-ben fejezte be, egy sérülés miatt.
Két héttel 79. születésnapja előtt hunyt el. 2017. május 4-én temették el Tatabányán a Síkvölgy úti temetőben a római katolikus egyház szertartása szerint. A temetésén megjelent többek között Schmitt Pál, Kulcsár Krisztián, Balczó András. A ravatalnál Kamuti Jenő búcsúztatta.

## Sportvezetői pályafutása
1976-ban a Testnevelési Főiskola Továbbképző Intézetében edzői oklevelet szerzett, és visszavonulása után 1988-ig a Tatabányai Bányász súlyemelő szakosztályának edzője volt.

## Emlékezete
2009-ben a felújított tatabányai sportcsarnokot róla nevezték el (Földi Imre Sportcsarnok).

## Díjai, elismerései
- A Magyar Népköztársaság Kiváló Sportolója (1962)[7]
- Az év magyar súlyemelője (1964, 1965, 1968, 1970,1972)
- Halhatatlanok Klubja tag (1991)
- Ezüst Turul-díj (1992)
- Súlyemelő Halhatatlanok Klubjának tagja (1993)
- A Magyar Köztársasági Érdemrend középkeresztje (1994)
- MOB Olimpiai aranygyűrű (1995)
- Tatabánya sportdíja (1995)
- Magyar Örökség díj (1999)
- Tatabánya díszpolgára (2003)
- A Nemzet Sportolója (2007)
- Köztársasági gyűrű (2009)
- Olimpiai emlékérem (2009)
- Nemzetközi Súlyemelő Szövetség Aranyérdemrendje (2009)
- Prima Primissima díj (2016)

## Sporteredményei
- olimpiai bajnok (1972)
- olimpiai 2. helyezett (1964, 1968)
- olimpiai 5. helyezett (1976)
- olimpiai 6. helyezett (1960)
- ötszörös világbajnok (összetett: 1965, 1969, 1972; lökés: 1972; nyomás: 1972)
- ötszörös világbajnoki 2. helyezett (összetett: 1961, 1962, 1964, 1966, 1968)
- kétszeres világbajnoki 3. helyezett (összetett: 1959, 1963)
- tízszeres Európa-bajnok (összetett: 1962, 1963, 1968, 1970, 1971; nyomás: 1969, 1970, 1971; lökés: 1971; szakítás: 1973)
- ötszörös Európa-bajnoki 2. helyezett (összetett: 1961, 1965, 1966; szakítás: 1969; lökés: 1970)
- Európa-bajnoki 3. helyezett (összetett: 1959, 1964)
- tizenháromszoros magyar bajnok (1959, 1960, 1961, 1962, 1963, 1965, 1968, 1969, 1970, 1972, 1973, 1974, 1975)
- ötszörös csapatbajnok

### Világcsúcsai
| Év   | Helyszín         | Súlycsoport | Fogásnem  | Eredmény (kg) |
| ---- | ---------------- | ----------- | --------- | ------------- |
| 1961 | Budapest         | légsúly     | nyomás    | 115,0         |
| 1962 | Tatabánya        | pehelysúly  | nyomás    | 123,5         |
| 1962 | Budapest         | pehelysúly  | nyomás    | 124,0         |
| 1963 | Kanagava         | pehelysúly  | nyomás    | 125,0         |
| 1963 | Budapest         | pehelysúly  | nyomás    | 125,5         |
| 1964 | Budapest         | pehelysúly  | nyomás    | 127,0         |
| 1964 | Tokió            | légsúly     | összetett | 355,0         |
| 1965 | Budapest         | pehelysúly  | nyomás    | 127,5         |
| 1965 | Budapest         | pehelysúly  | nyomás    | 128,0         |
| 1965 | Budapest         | légsúly     | összetett | 362,5         |
| 1965 | Budapest         | légsúly     | összetett | 365,0         |
| 1966 | Bécs             | pehelysúly  | nyomás    | 128,5         |
| 1966 | Tatabánya        | pehelysúly  | nyomás    | 130,5         |
| 1968 | Dnyepropetrovszk | légsúly     | nyomás    | 124,0         |
| 1969 | Budapest         | légsúly     | összetett | 370,0         |
| 1970 | Budapest         | pehelysúly  | nyomás    | 131,5         |
| 1970 | Szombathely      | légsúly     | összetett | 372,5         |
| 1971 | Budapest         | pehelysúly  | nyomás    | 137,0         |
| 1972 | Ulm              | pehelysúly  | nyomás    | 137,5         |
| 1972 | München          | légsúly     | összetett | 377,5         |